# Elgin Baylor
Elgin Gay Baylor (Washington, 16. rujna 1934. – Los Angeles, 22. ožujka 2021.) bio je američki profesionalni košarkaš i trener. Igrao je 14 sezona kao napadač u NBA za Minneapolis/Los Angeles Lakerse. Baylor je bio daroviti šuter, snažan skakač i vješt dodavač, najpoznatiji po svom prepoznatljivom šutu iz skoka. Bio je prvi izbor na draftu 1958., NBA novak godine 1959., 11 puta NBA All-Star i 10 puta član prve All-NBA petorke. Godine 1977. Baylor je primljen u Kuću slavnih košarkaša Naismith Memorial. Godine 1996. Baylor je proglašen jednim od 50 najvećih igrača u povijesti NBA lige.